# Solamente vos
Solamente vos est une telenovela argentine diffusée depuis le 21 janvier 2013 sur El Trece. Cette série est diffusée du lundi au jeudi à 21h30.

## Distribution

### Acteurs principaux
- Natalia Oreiro : Aurora Andrés
- Adrián Suar (en) : Juan Cousteau
- Mariana Espósito : Daniela Cousteau
- María Eugenia Suárez : Julieta Cousteau
- Muriel Santa Ana : Ingrid
- Claudia Fontan : Michelle
- Juan Minujín : Félix Month
- Alberto Martín : Orlando Andrés
- Ana María Picchio : Rosita
- Arturo Puig : Lautaro Cousteau

### Autres acteurs
- Marcelo De Bellis : Miguel
- Peto Menahem : Rogelio
- Marina Bellati : Denise Cousteau
- Laura Cymer : Sharon
- Coraje Ábalos : Nacho Molina Torres
- Ángela Torres : Mora Cousteau
- Joaquín Flemmini : Eugenio Cousteau
- Fabiana García Lago : Dalia
- Lola Poggio : Luli Cousteau
- Graciela Tenembahuem : Mirna
- Thiago Batistuta : Sebastián

### Participations spéciales
- Sebastián Almada : ami de «Juan».
- Gustavo Guillén : Gastón, copain de La Polaca.
- Sebastián Wainraich : Leopoldo Fishman, psychologue de Juan
- Miranda! : eux-mêmes
- Juan Palomino : père d'un garçon de Daniela

## Diffusion internationale
| Pays       | Chaîne         | Titre         | Série prémière    |
| ---------- | -------------- | ------------- | ----------------- |
| Argentine  | El Trece       | Solamente vos | 21 janvier 2013   |
| Paraguay   | Unicanal       | Solamente vos |                   |
| Uruguay    | Teledoce       | Solamente vos |                   |
| États-Unis | Azteca America | Solamente vos |                   |
| Israël     | Viva Plus      |               |                   |
| Russie     | "Ю"            | Только ты     | 1er décembre 2014 |

### Sources
- (es) Cet article est partiellement ou en totalité issu de l’article de Wikipédia en espagnol intitulé « Solamente vos » (voir la liste des auteurs).